# تذبذب القطب الشمالي

الطوران السلبي والموجب من التذبذب القطبي الشمالي

تذبذب القطب الشمالي (إيه أو) أو الوضع الحلقي الشمالي/ الوضع الحلقي في نصف الكرة الشمالي (إن إيه إم) هو ظاهرة مناخية في القطبين شمال خط العرض 20 درجة. وهو حالة مهمة للنمط المناخي في نصف الكرة الشمالي. وتُسمى الحالة النظيرة له في نصف الكرة الجنوبي بـ تذبذب القطب الجنوبي أو الوضع الحلقي الجنوبي (إس إيه إم). ويتغير المؤشر بمرور الوقت دون أي فترات زمنية محددة واضحة، ويتسم بشذوذ ضغط غير موسمي على مستوى سطح البحر من دلالة واحدة في القطب الشمالي، يوازنها الشذوذ من الدلالة المعاكسة المتمركزة نحو 37-45 شمالًا.
يرتبط تذبذب شمال الأطلسي (إن إيه أو) بشكل وثيق بتذبذب القطب الشمالي. وما زال هناك جدل بشأن ما إذا كان أحدهما يمثل بشكل أساسي ديناميكيات الغلاف الجوي أكثر من الآخر. ويمكن تحديد تذبذب شمال الأطلسي بطريقة أكثر فيزيائية، ما قد يكون له وقع أكبر على التأثيرات القابلة للقياس للتغيرات في الغلاف الجوي.

## الوصف
يظهر تذبذب القطب الشمالي كنمط يشبه الحلقة (حلقي) من الحالات الشاذة لضغط مستوى سطح البحر ويتمركز في القطبين. ولكن وجود القارات والكتل الأرضية الكبيرة يُخل بهذا الهيكل الذي يشبه الحلقة في القطب الشمالي، مع أن الحالات الشاذة المحيطة بالقطب الجنوبي تكاد تكون دائرية.

يعتقد علماء المناخ أن تذبذب القطب الشمالي مرتبط بشكل سببي (وبالتالي فهو تنبؤي جزئيًا) بأنماط الطقس العالمية. إذ أوضح عالم المناخ في ناسا، الدكتور جيمس إي. هانسن، الآلية التي يؤثر بها هذا التذبذب على الطقس في نقاط بعيدة جدًا عن القطب الشمالي، على النحو التالي:
ترتبط الدرجة التي يدخل بها هواء القطب الشمالي خطوط العرض الوسطى بمؤشر تذبذب القطب الشمالي، الذي يُحدد من خلال أنماط الضغط الجوي السطحي. عندما يكون مؤشر إيه أو موجبًا، يكون الضغط السطحي منخفضًا في المنطقة القطبية. يساعد ذلك التيار النفاث في خطوط العرض الوسطى على الهبوب بقوة وثبات من الغرب إلى الشرق، وبالتالي الحفاظ على هواء القطب الشمالي البارد محصورًا في المنطقة القطبية. عندما يكون مؤشر إيه أو سالبًا، يكون هناك ضغط مرتفع في المنطقة القطبية، ورياح مناطقية أضعف، وحركة أكبر للهواء القطبي المتجمد في خطوط العرض الوسطى.
يُحدد مؤشر إيه أو من خلال شذوذ ارتفاع الجهد الأرضي اليومي أو الشهري 1000 هكتوباسكال (إتش بي إيه) من خطوط العرض 20 درجة شمالًا إلى 90 درجة شمالًا. ثم تُعرض الحالات الشاذة على نمط تحميل إيه أو، والذي يُعرف بأنه أول دالة متعامدة تجريبية (إي أو إف) ذات ارتفاع جهد أرضي يبلغ 1000 هكتوباسكال خلال الفترة 1979-2000. بعد ذلك تجري معايرة الجداول الزمنية مع الانحراف المعياري للمؤشر الشهري.

## الدورية
خلال معظم القرن الماضي، تناوب تذبذب القطب الشمالي بين المراحل الإيجابية والسلبية. وتشير البيانات التي تستخدم متوسط تشغيل 60 يومًا إلى أن التذبذب يتجه إلى مرحلة إيجابية منذ سبعينيات القرن الماضي، على الرغم من أنه يتجه إلى حالة أكثر حيادية في العقد الماضي. ما يزال التذبذب يتقلب بشكل تصادفي بين القيم السلبية والإيجابية على النطاقات الزمنية اليومية والشهرية والموسمية والسنوية، على الرغم من أن خبراء الأرصاد قد حققوا مستويات عالية من الدقة فيما يخص التنبؤات قصيرة الأجل. (الارتباط بين الملاحظات الفعلية ومتوسط 7 أيام لتوقعات مجموعة نظام الأرصاد العالمي (جي إف إس) هو نحو 0.9).
وقد جرى تحديد هذا التأرجح المناطقي المتناظر بين ضغوط مستوى سطح البحر في خطوط العرض القطبية والمعتدلة لأول مرة من قِبل إدوارد لورنتز وذكره ديفيد دبليو. جي. تومبسون وجون ميخائيل والاس في عام 1998.